# Meczet Ibrahima al-Ibrahima na Gibraltarze
Meczet Ibrahima al-Ibrahima (meczet króla Fahda ibn Abda al-Aziza Al Su’uda, meczet Kustosza Dwóch Świętych Meczetów, Wielki Meczet Gibraltaru) – meczet otwarty w 1997 roku na Gibraltarze w Wielkiej Brytanii, najdalej na południe wysunięty meczet kontynentalnej Europy.

## Historia
Meczet sunnicki został ufundowany przez króla Arabii Saudyjskiej Fahda ibn Abda al-Aziza Al Su’uda. Siostrzanym obiektem jest meczet Ibrahima Al-Ibrahima w Caracas Budowa meczetu zajęła 2 lata (od 1995 do 1997 roku), kosztowała ona około 5 mln funtów brytyjskich. Świątynia została poświęcona i otwarta 8 sierpnia 1997 roku. W uroczystości inauguracyjnej wzięli udział m.in. członkowie saudyjskiej rodziny królewskiej. Meczet jest wykorzystywany regularnie przez muzułmanów z Gibraltaru i otwarty dla odwiedzających codziennie przez większość dnia.

## Architektura
Świątynia znajduje się na południu Gibraltaru na płaskiej powierzchni cypla Europa Point. Ma powierzchnię 985 m², z czego główna sala modlitw zajmuje 480 m². Jest wzniesiona w nowoczesnej stylistyce islamskiej, do klasycznego stylu nawiązują dekoracje w postaci płytek ceramicznych. Główna część meczetu jest nakryta biało-zieloną kopułą. Minaret wysoki na 71 m jest dobrze widoczny i jest jedną z dwóch głównych dominant architektonicznych tej części Gibraltaru obok latarni morskiej Europa Point. Minaret wieńczy 6-metrowy mosiężny półksiężyc. Elewacje świątyni zostały pobielone.
Wszystkie drzwi wykonano z drewna tekowego w Egipcie. Kolumny oraz ołtarz (Kabila) zostały wyłożone włoskim marmurem. W głównej sali modlitewnej podłogę nakrywa jeden wielki tkany dywan. We wnętrzu znajdują się m.in. 9 masywnych mosiężnych kandelabrów z Egiptu oraz utrzymane w podobnym stylu mosiężne lampy. Meczet jest w pełni klimatyzowany.
Meczet może pomieścić 2000 wiernych w głównej części (a na Gibraltarze jest około 1000 muzułmanów) i 7000 osób we wszystkich pomieszczeniach. Jest najdalej wysuniętym na południe meczetem kontynentalnej Europy.
Poza główną częścią modlitewną, meczet stanowi centrum kultury islamskiej z sześcioma salami zajęć, salą konferencyjną, biblioteką, kuchnią, łazienką, miejscami do zakwaterowania i biurami, a także kostnicą.

## Galeria

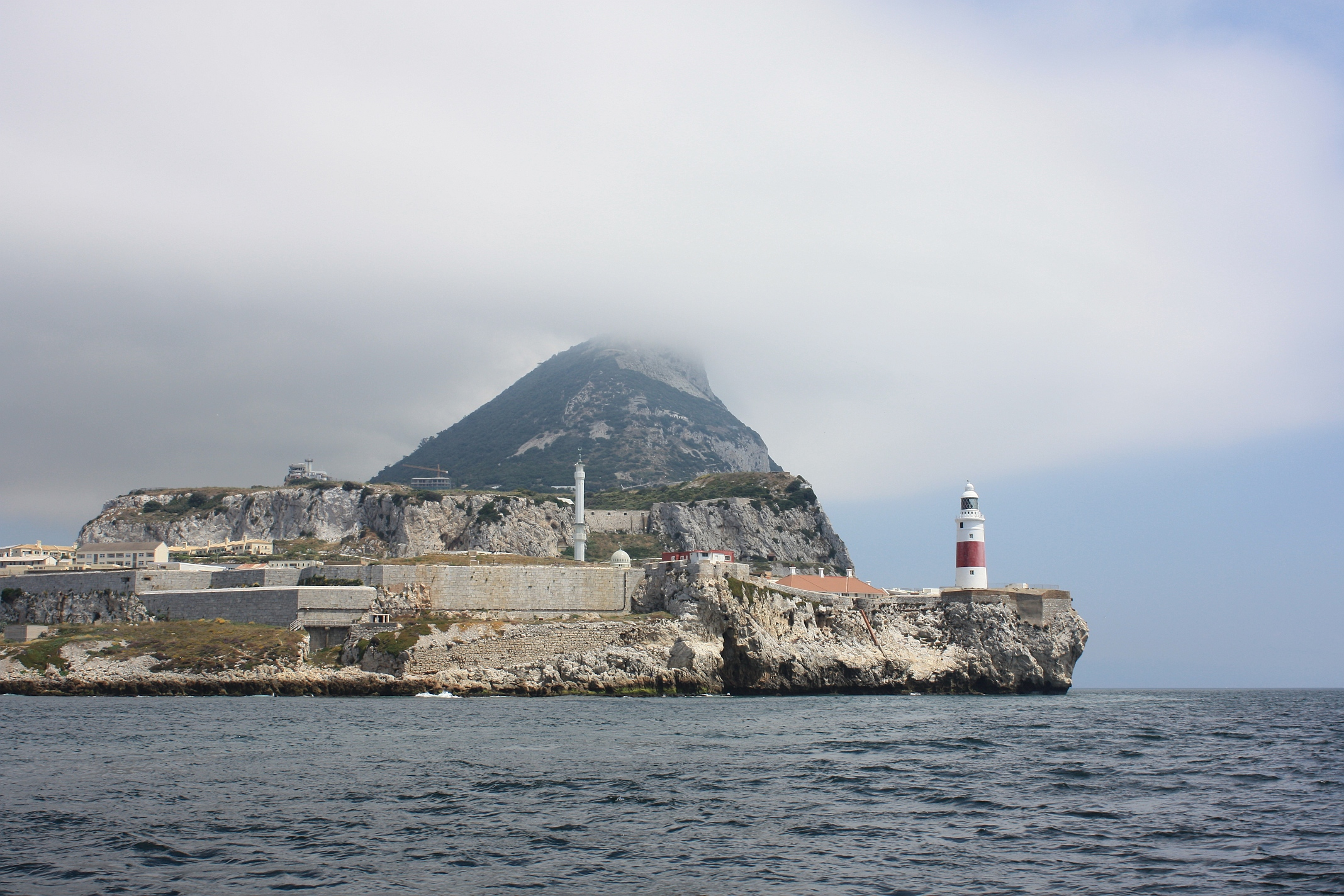
Europe Point: meczet i latarnia (2008)
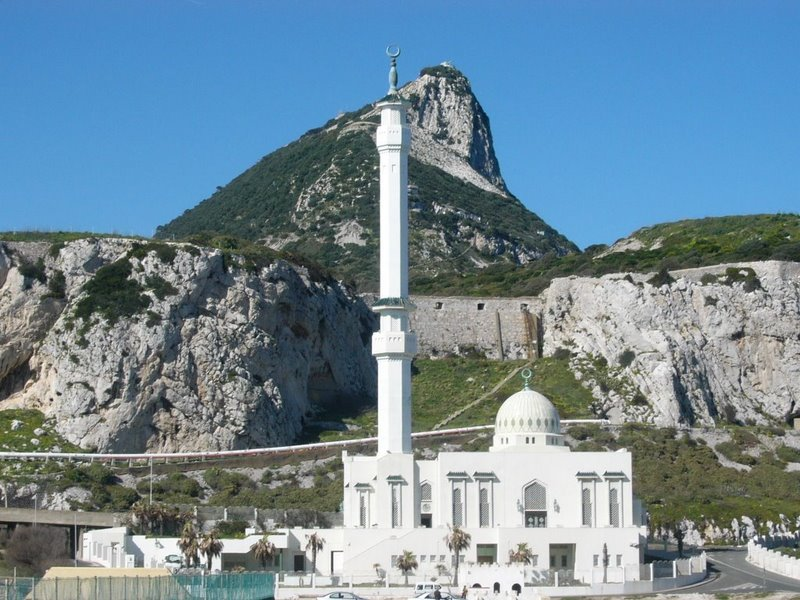
Meczet na tle Skały Gibraltarskiej (2008)
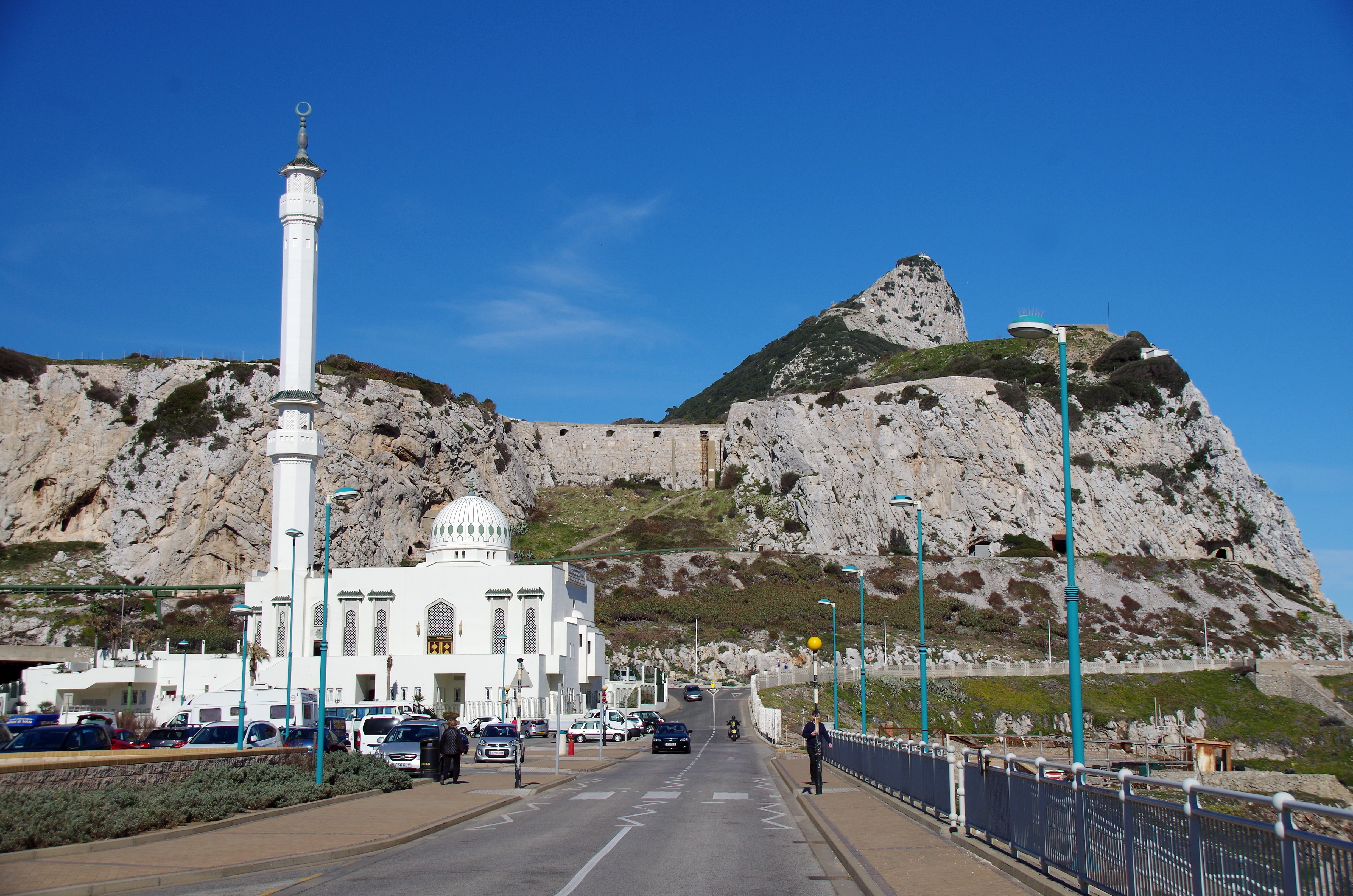
Droga przy meczecie (2018)
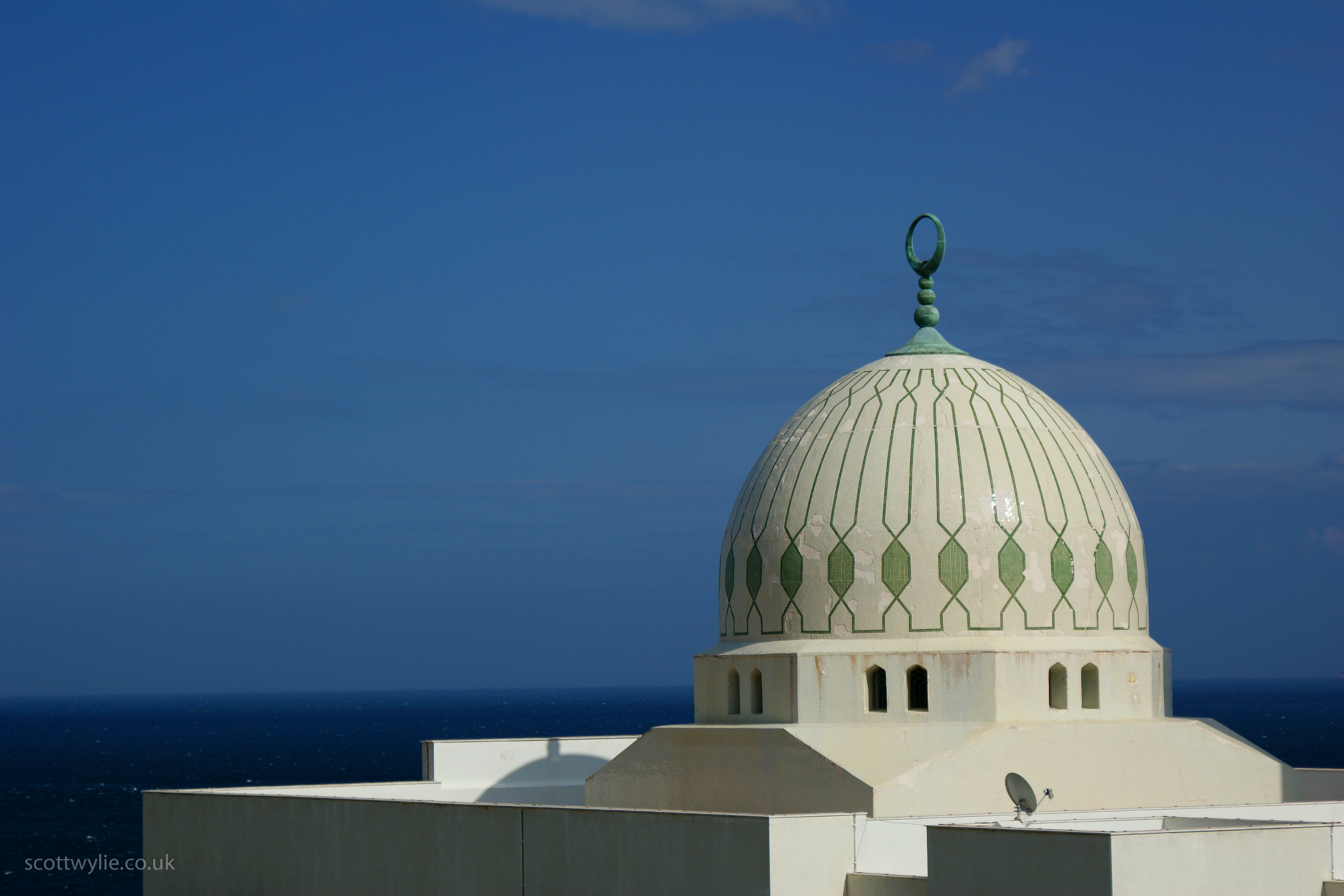
Kopuła (2008)
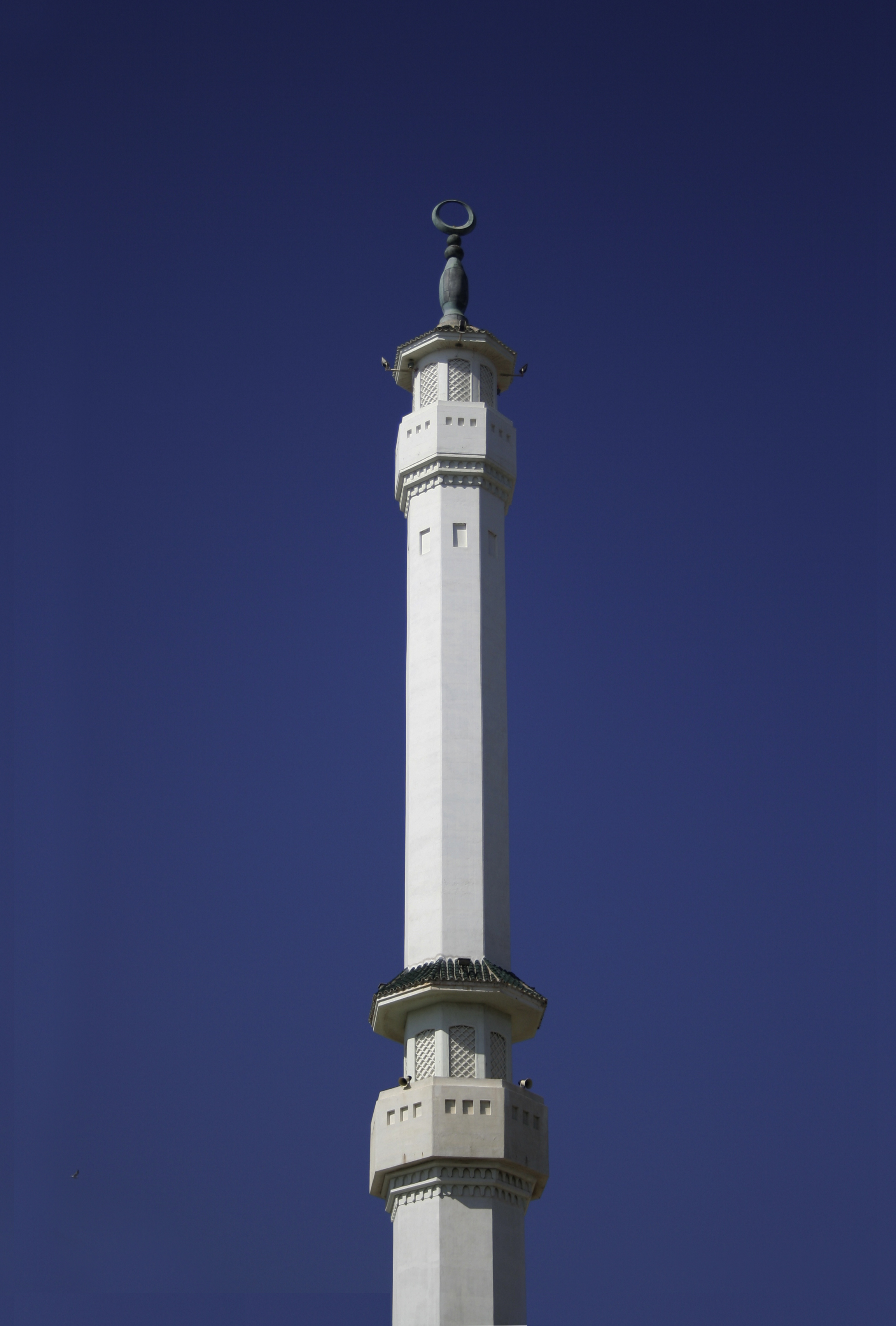
Minaret (2006)
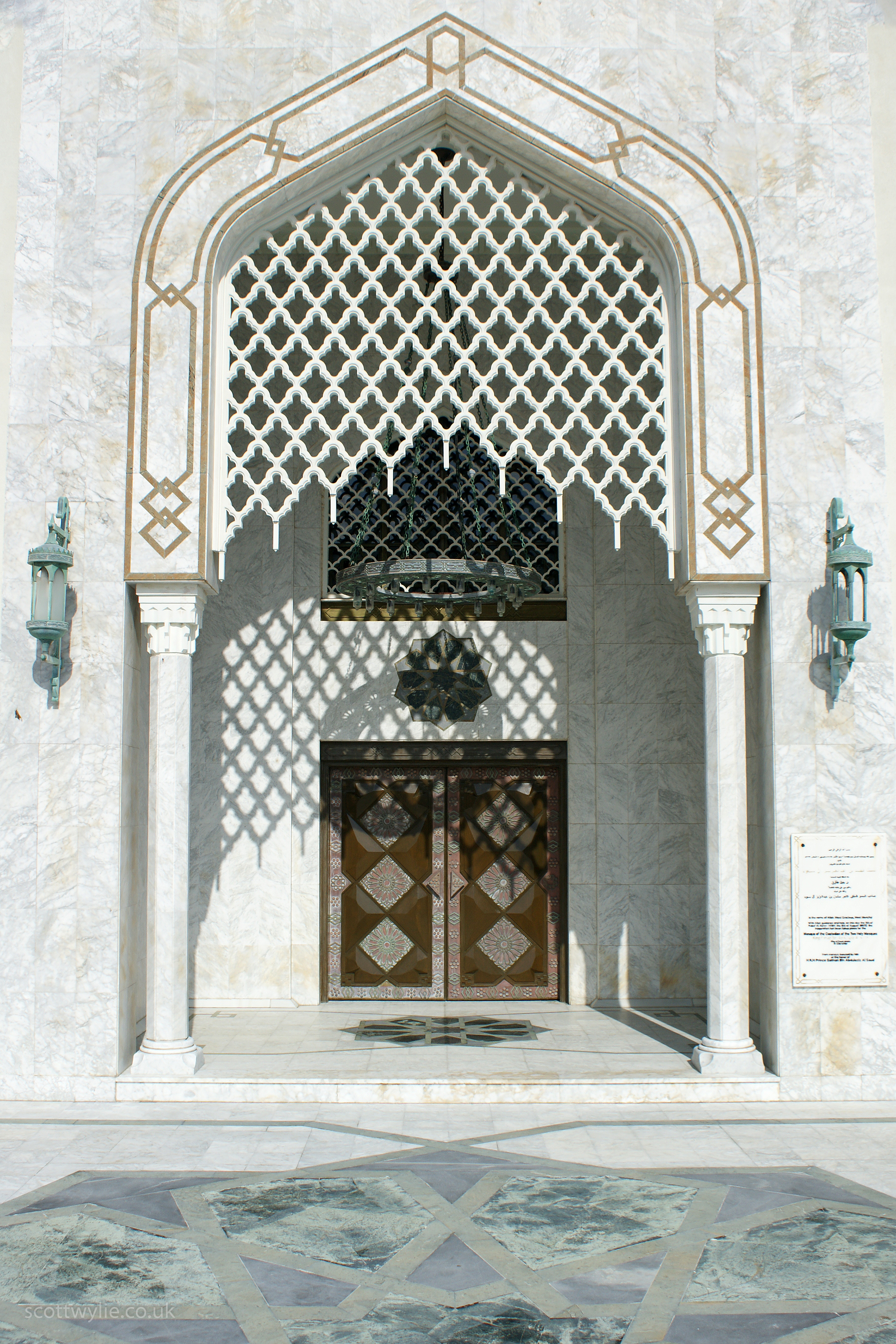
Drzwi wejściowe i tablica pamiątkowa (2008)
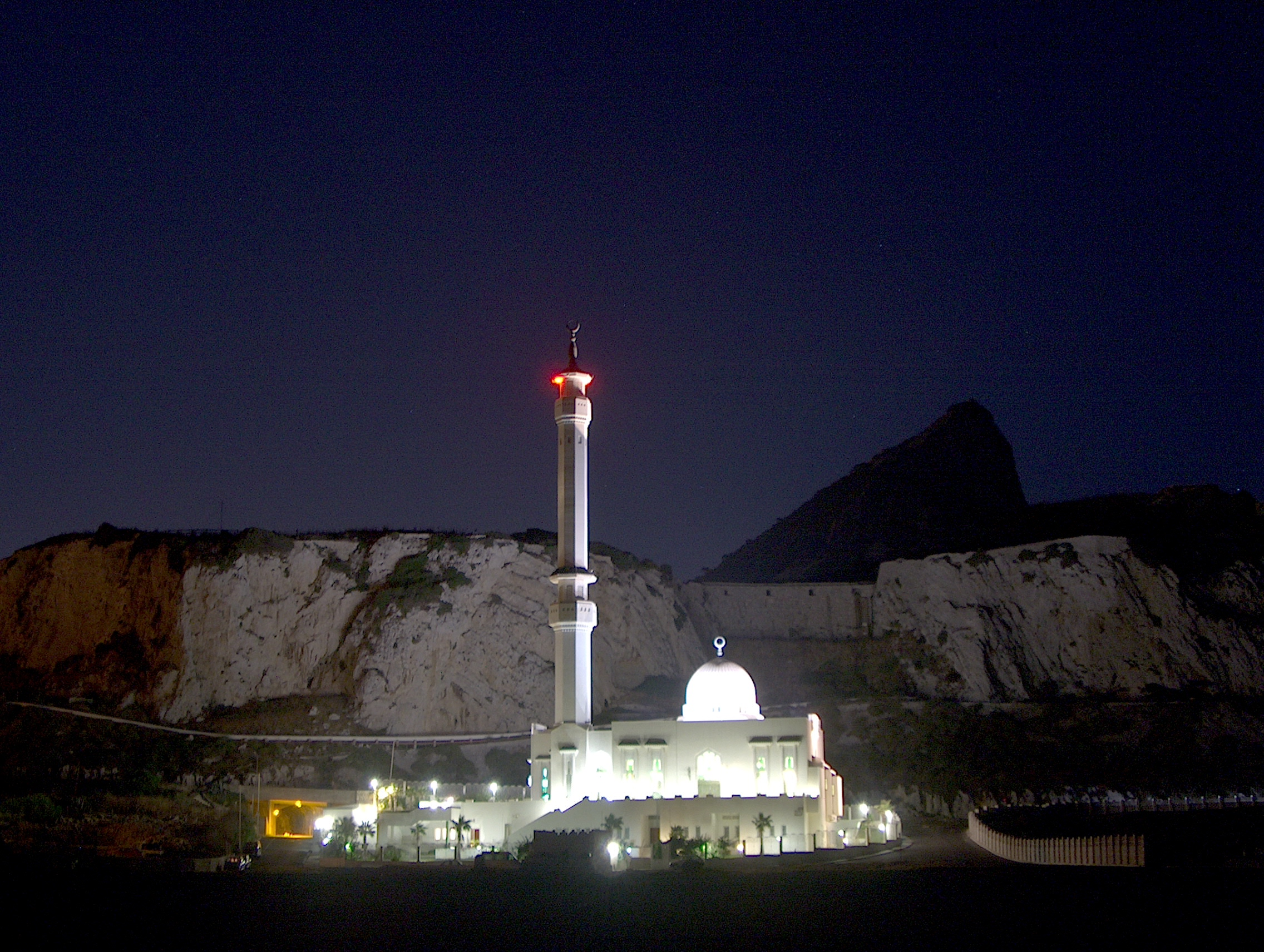
Widok w nocy (2003)